# Jean Le Preux

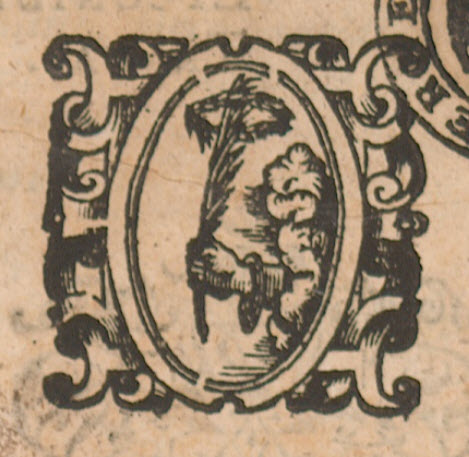
Druckermarke Jean Le Preux (1611)

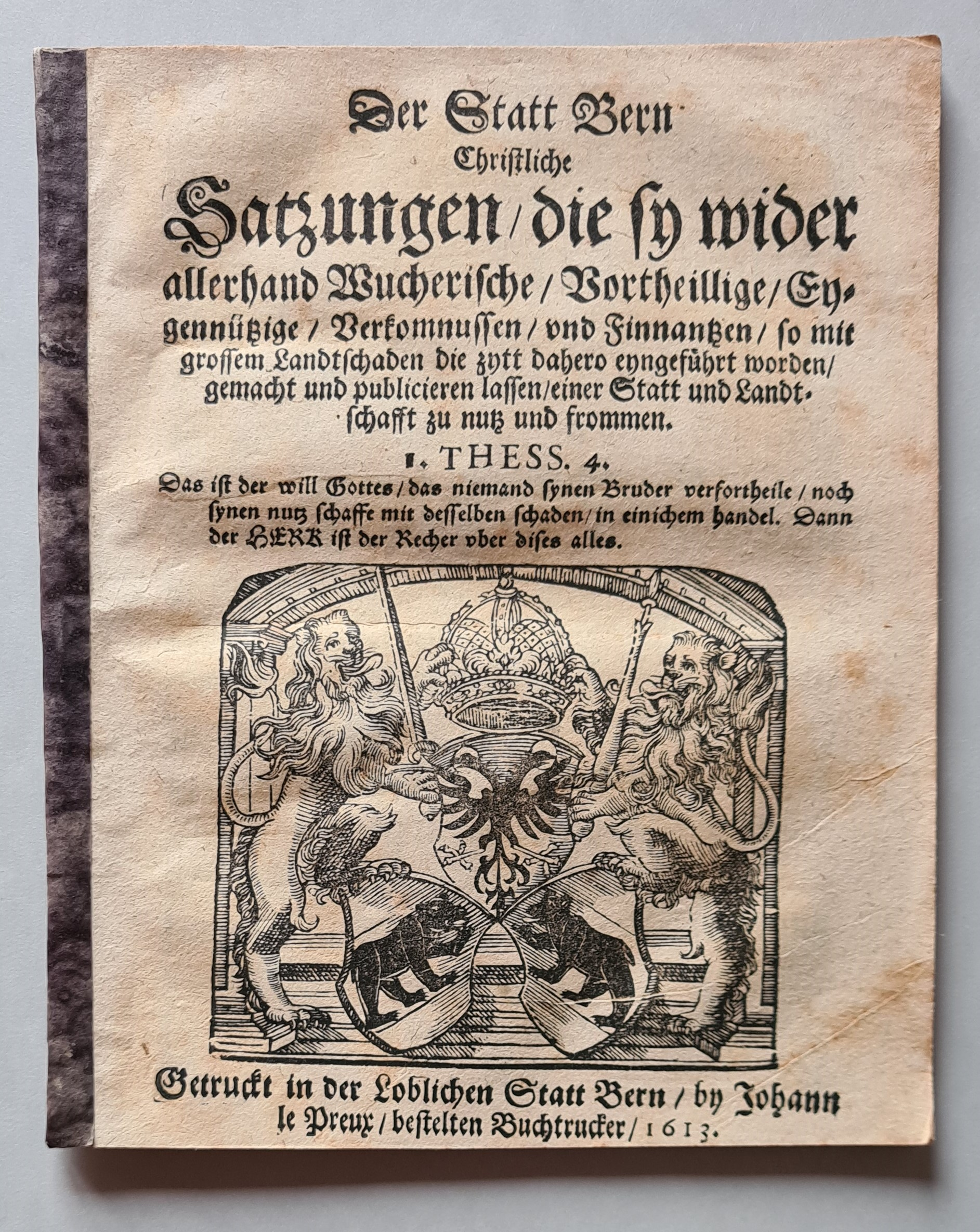
Titelblatt Der Statt Bern christliche Satzungen, die sy wider allerhand wucherische, vortheillige, eygennützige Verkomnussen unnd Finnantzen [...], gedruckt bei Jean Le Preux (1613)

Jean Le Preux (getauft 1574; † nach 1622) war ein in Morges und Bern tätiger Buchdrucker.
Jean Le Preux wurde 1574 in Lausanne als Sohn des aus Paris stammenden, hugenottischen Buchdruckers Jean Le Preux und der Jeanne Le Monier getauft. Der Rat von Bern berief ihn 1599 zum ersten obrigkeitlichen Buchdrucker. Im Auftrag des Rats druckte er hauptsächlich rechtliche, theologische und literarische Texte und Lehrmittel. Le Preux bot auf der Messe in Zurzach mehrfach Schmähschriften gegen die katholische Kirche zum Kauf an und wurde daher vom Badener Landvogt zu Pranger, Peitschenhieben und Verbannung aus der Grafschaft Baden verurteilt. Daraufhin führte der bernische Rat eine Zensurbehörde ein. Aufgrund nicht zurückbezahlter Vorschüsse aus der Stadtkasse zwang ihn der Rat 1614, die Stadt Bern zu verlassen. Sein Nachfolger als obrigkeitlicher Drucker wurde Abraham Weerli.